# Śmierć Doktora Wyspy
Śmierć Doktora Wyspy, zbiór opowiadań autorstwa Gene’a Wolfe’a, wydany w Polsce w 1995 roku przez Wydawnictwo Prószyński i S-ka. Wyboru dokonał Arkadiusz Nakoniecznik

## Spis opowiadań
- Śmierć Doktora Wyspy (The Death of Doctor Island, Nebula 1973)
- Pierzaste tygrysy (Feather Tigers)
- Wyspa Doktora Śmierci i inne opowiadania (The Island of Doctor Death and Other Stories)
- Pieśń łowców (Tracking Song)
- Wojna pod choinką (War Beneath a Tree)
- Marionetki (The Toy Theatre)
- Jak przegrałem Drugą Wojnę Światową i pomogłem powstrzymać niemiecką inwazję (How I Lost the Second World War and Helped Turn Back the German Invasion)
- Siedem amerykańskich nocy (Seven American Nights)
- Na pierwszej linii (The HORARS of War)